# East St. Louis
East St. Louis är en stad (city) i St. Clair County, i delstaten Illinois, USA. Enligt United States Census Bureau har staden en folkmängd på 27 027 invånare (2011) och en landarea på 36,2 km².